# Województwo ruskie

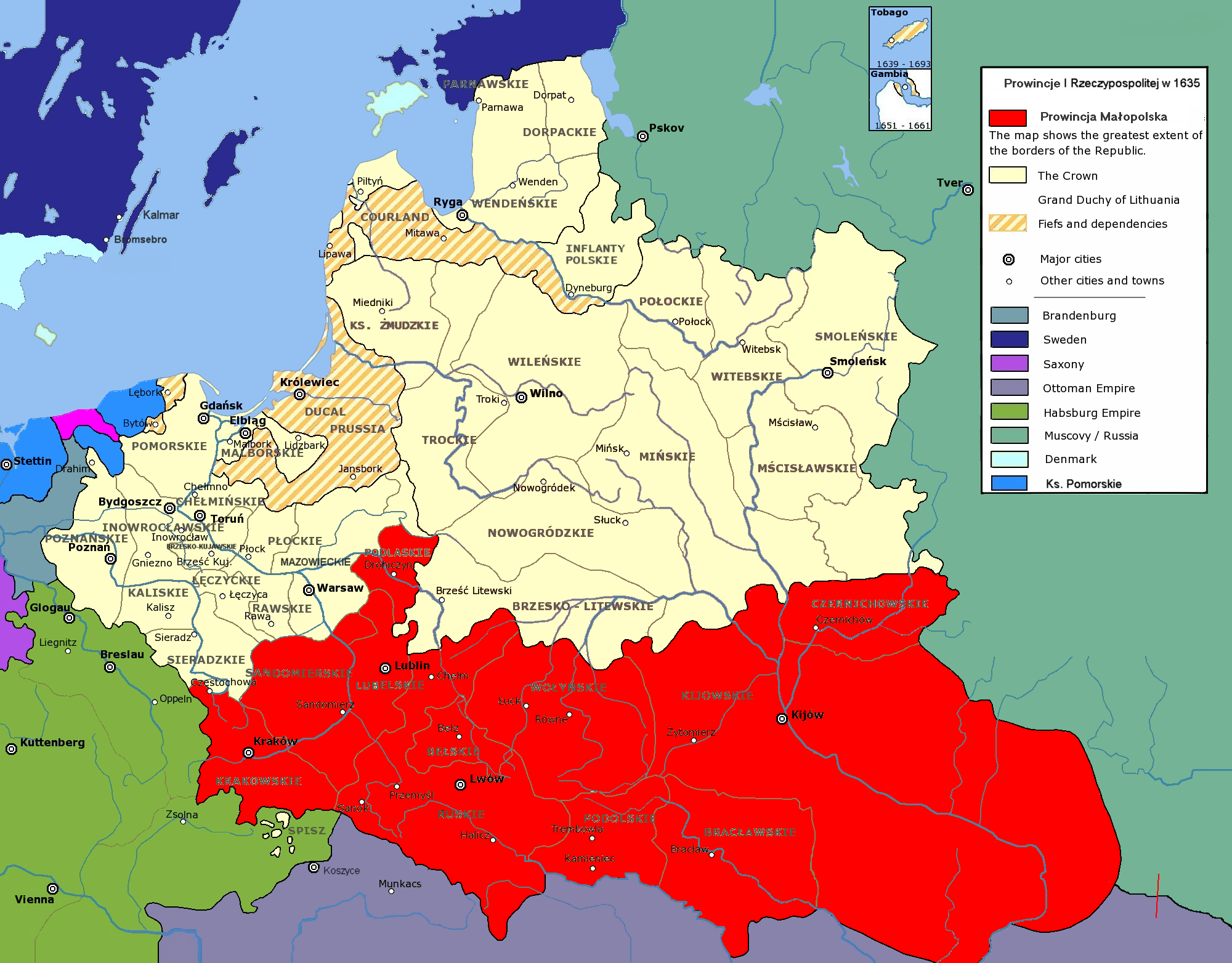
Województwo ruskie w składzie małopolskiej prowincji Korony Polskiej, 1635

Województwo ruskie – województwo Korony Królestwa Polskiego, część prowincji małopolskiej, jednostka administracyjna Królestwa Polskiego (od 1569 w składzie Rzeczypospolitej Obojga Narodów) istniejąca w latach 1434–1793.
Województwo ruskie powstało na mocy przywileju króla Władysława II Jagiełły. Wszystkie województwa polsko-litewskie mają swe źródło w nadaniu w 1347 przez Kazimierza Wielkiego osobnych statutów – występujących w historiografii pod wspólną nazwą „statuty wiślicko-piotrkowskie” – dla Wielkopolski i Małopolski, a jeszcze głębsze – w rozbiciu dzielnicowym. Po unii lubelskiej Rzeczpospolita Obojga Narodów dzieliła się na województwa wchodzące w skład prowincji małopolskiej, wielkopolskiej oraz Wielkiego Księstwa Litewskiego.
Stolicą województwa był Lwów, sejmiki generalne województwa odbywały się w Sądowej Wiszni. Diecezja przemyska istniała od 1340, diecezję chełmską utworzono w 1375, w 1412 utworzono archidiecezję lwowską na miejsce istniejącej od 1367 metropolii halickiej.
Po I rozbiorze Polski województwo to (z wyjątkiem większości ziemi chełmskiej) przypadło Austrii, obejmując m.in. Lwów, Przemyśl, Rzeszów, Sanok, Jarosław, Bełz, Zamość oraz Tarnopol. Tereny te weszły w skład kraju koronnego Austrii o oficjalnej nazwie Królestwo Galicji i Lodomerii (niem. Königreich Galizien und Lodomerien). Nawiązując do tytułu Rex Galiciae et Lodomeriae, dyplomacja austriacka starała się uzasadnić prawo monarchów austriackich – jako spadkobierców korony węgierskiej – do zajętych ziem.

## Granice
Województwo graniczyło od południa z Królestwem Węgierskim (komitaty Zemplén, Ung i Máramaros), od zachodu z województwem krakowskim, od północy z województwem lubelskim i województwem bełskim, a od wschodu z województwami: podolskim i wołyńskim. W skład województwa wchodziły poszczególne ziemie prowincji małopolskiej:

Sztandar ziemi chełmskiej z okresu bitwy pod Grunwaldem

### Ziemia chełmska
stolica Chełm
rody szlacheckie (magnackie): Reyowie (Rejowie), Zamoyscy, Sobiescy, Ostrogscy
- powiat chełmski
- powiat hrubieszowski (do 1465)
- powiat krasnostawski, stolica Krasnystaw
- powiat lubomelski (do 1465)
- powiat ratneński, stolica Ratno (do początku XVI wieku)

Sztandar ziemi halickiej z okresu bitwy pod Grunwaldem

### Ziemia halicka
stolica Halicz
rody szlacheckie (magnackie): Potoccy, Sieniawscy, Siennieńscy z Sienna, Zbarascy, Wiśniowieccy, Chodkiewiczowie, Czartoryscy, Sapiehowie, Jabłonowscy, Bernhard von Prittwitz
- powiat halicki, stolica Halicz, Sejmik szlachecki od roku 1569
- powiat kołomyjski, stolica Kołomyja
- powiat trembowelski, stolica Trembowla do 1569

Sztandar ziemi lwowskiej z okresu bitwy pod Grunwaldem

### Ziemia lwowska
stolica Lwów, starostwo grodowe, sejmik deputacki i gospodarski
rody szlacheckie (magnackie): Sobiescy, Koniecpolscy, Rzewuscy herbu Krzywda
- powiat lwowski
- powiat żydaczowski, siedziba Żydaczów, starostwo grodowe

Sztandar ziemi przemysko-sanockiej z okresu bitwy pod Grunwaldem

### Ziemia przemyska
stolica Przemyśl, starostwo grodowe, sejmik deputacki i gospodarski
rody szlacheckie (magnackie): Sobiescy, Tarnowscy, Koniecpolscy, Sienieńscy, Poniatowscy, Lubomirscy, Herburtowie
- powiat przemyski, stolica Przemyśl
- powiat przeworski, stolica Przeworsk
- powiat samborski, stolica Sambor
- powiat drohobycki, stolica Drohobycz

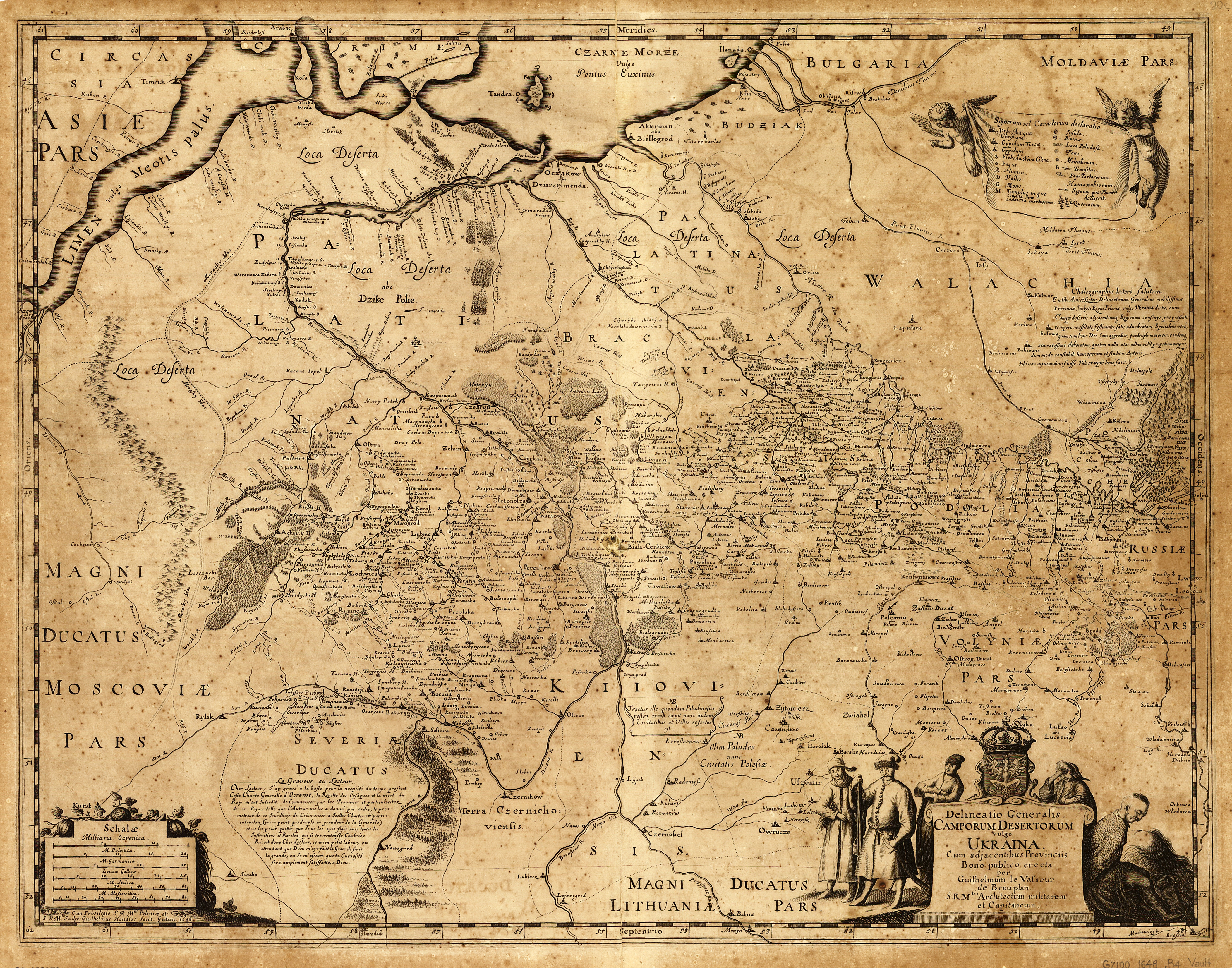
Delineatio Generalis Camporum Desertorum vulgo Ukraina. Cum adjacentibus Provinciis Mapa Wilhelma Beauplana z 1648 wykonana na zlecenie Władysława IV obejmująca województwa: kijowskie, bracławskie, czernihowskie, podolskie, wołyńskie i wschodnią część województwa ruskiego. Północ na dole mapy

- powiat stryjski, stolica Stryj

### Ziemia sanocka
stolica Sanok, starostwo grodowe, sejmik deputacki i gospodarski
rody szlacheckie (magnackie): Balowie, Tarnawscy, Kmitowie, Herburtowie, Fredrowie, Krasiccy, Drohojowscy
od 7 czerwca 1734 roku przewodniczył sejmikowi Józef Kanty Ossoliński
- powiat sanocki

## Miasta i miasteczka
System prawny w oparciu o prawo magdeburskie:

- Babice
- Baczyna
- Biały Kamień
- Bircza
- Borszewicze[4]
- Borysław
- Bóbrka
- Brody
- Bruchowicze[5]
- Brzeżany
- Brzozów
- Buczacz
- Bukowsko
- Busk
- Busowisko
- Chełm
- Chodorów
- Cieszanów
- Czerwonogród
- Daszawa
- Dmitrowicze
- Dobromil
- Drohobycz
- Drozdowicze[6]
- Dubiecko
- Dublany
- Dynów
- Felsztyn
- Frysztak
- Gliniany
- Gonczary
- Gorzków
- Górnik
- Grozowo
- Gródek Jagielloński
- Halicz
- Hrubieszów
- Ilnik
- Jaćmierz
- Jarosław
- Jaryczów Nowy
- Jaworów
- Józefów
- Kamionka Strumiłowa
- Kołomyja
- Komarno
- Krasiczyn
- Krasne
- Krasnystaw
- Krechów
- Krosno
- Krystynopol
- Krzemieniec
- Krzeszów
- Kulików
- Lesko
- Leżajsk[7]
- Lutowiska Lwowskie
- Lwów
- Łańcut
- Łopatyn
- Malechów
- Mikołajów
- Monasterzyska
- Mościska
- Mrzygłód
- Niemirów
- Niżankowice
- Nowotaniec
- Nowy Jaryszów
- Nowy Rozdół
- Olesko
- Podhorce
- Podkamień
- Podwołoczyska
- Przemyśl
- Przemyślany
- Radziechów
- Ratno
- Rawa Ruska
- Rejowiec
- Rybotycze
- Rymanów
- Rzeszów
- Sambor
- Sanok
- Sądowa Wisznia
- Skałat
- Skole
- Sokal
- Sosnówka
- Stary Sambor
- Stebnik
- Stryj
- Tarnogród
- Toporów
- Trembowla
- Truskawiec
- Turka
- Tyczyn
- Uhnów
- Wielkie Kołodno
- Wielkosiła[8]
- Winniczki
- Winniki
- Wola Wysocka
- Wola
- Wołczków
- Wołoszyłowo[9]
- Wowków[10]
- Zaleszczyki
- Zamość
- Zarszyn
- Zborów
- Złoczów
- Zwenigród
- Żółkiew
- Żurawno
- Żwirka
- Żydaczów

## Grupy etniczne
- Polacy
- Rusini
- Żydzi
- Niemcy
- Ormianie
- Wołosi

## Sądy
- Sąd Wyższy Prawa Niemieckiego na zamku w Sanoku w oparciu o:
  - prawo magdeburskie
  - prawo wołoskie